# Анкудинова Розита Андріанівна
Анкуди́нова Рози́та Андріа́нівна (*25 квітня 1926, місто Іжевськ — 2 серпня 2012) — радянська хорова диригентка, заслужена діячка мистецтв Удмуртської АРСР (1960), заслужений працівник культури Росії (1997), лавреатка премії Комсомолу Удмуртії (1984).
В 1952 році закінчила Казанську консерваторію, клас хорового диригування професора С. А. Казачкової. В 1953—1956 роках була художнім керівником та диригентом Державного ансамблю пісні та пляски Удмуртської АРСР. В 1956—1974 роках диригент хору Удмуртського радіо. З 1958 року працювала також хормейстром Удмуртського музичного драматичного театру — постановки музичних драм «Аннок» за п'єсою Г. Г. Гаврилова, музика І. Я. Галкіна, 1958; «Вуж Мултан» («Старий Мултан») за п'єсою М. П. Петрова, музика М. М. Греховодова та М. О. Голубєва, 1959; оперети «Любушка» Г. М. Корепанова-Камського, 1959; опери «Наталь» Г. А. Корепанова, 1961. З 1974 року декан факультету суспільних професій Удмуртського державного університету. Організатор фольклорно-етнографічного ансамблю «Чипчирган» (1975), ансамблю танцю «Надія» (1976), студії удмуртської драми (1977). Була художнім керівником «Чипчиргана» з 1975 року, з яким гастролювала за кордоном.
Померла 2 серпня 2012 року.